# Ujny
Ujny – wieś w Polsce, położona w województwie świętokrzyskim, w powiecie kieleckim, w gminie Pierzchnica. Leży w otulinie Cisowsko-Orłowińskiego Parku Krajobrazowego.
W latach 1975–1998 wieś administracyjnie należała do województwa kieleckiego.
Przez teren wsi Ujny przebiega Wschodni Szlak Rowerowy Green Velo. Przy świetlicy wiejskiej jest ulokowane miejsce obsługi rowerzystów (MOR).

## Integralne części wsi
| SIMC    | Nazwa    | Rodzaj    |
| ------- | -------- | --------- |
| 0262579 | Łomy     | część wsi |
| 0262585 | Podjamie | część wsi |

## Historia
Pierwsza wzmianka o wsi Ujny (Hujne) pochodzi z 1413 r. Należała wówczas do Klemensa Jelitko herbu Jelita, fundatora kościoła parafialnego w Łukowej koło Chęcin.
W roku 1579, zgodnie z zapisem w księgach poborowych, właścicielem był Stanisław Borka który płacił pobór od 6 osad z 1½ łanu, 2 zagrodników z rolą i dwóch ubogich.
W 1783 r. właścicielem wsi zapisanej jako Uyny, położonej wówczas w powiecie wiślickim w województwie sandomierskim był stolnik sandomierski Leon Kochanowski herbu Ślepowron.
W okresie Królestwa Kongresowego wieś i folwark, powiat kielecki, gmina Szczecno, parafia Pierzchnica. W 1827 r. było 14 domów i 93 mieszkańców.

## Powstanie styczniowe
W dniu 21 września 1863 w Ujnach miała miejsce potyczka powstania styczniowego. Kolejne starcia powstańców z wojskami carskimi miały tu miejsce 4 listopada i 9 grudnia 1863 r. oraz 21 grudnia 1863 r.

## Urodzeni w Ujnach

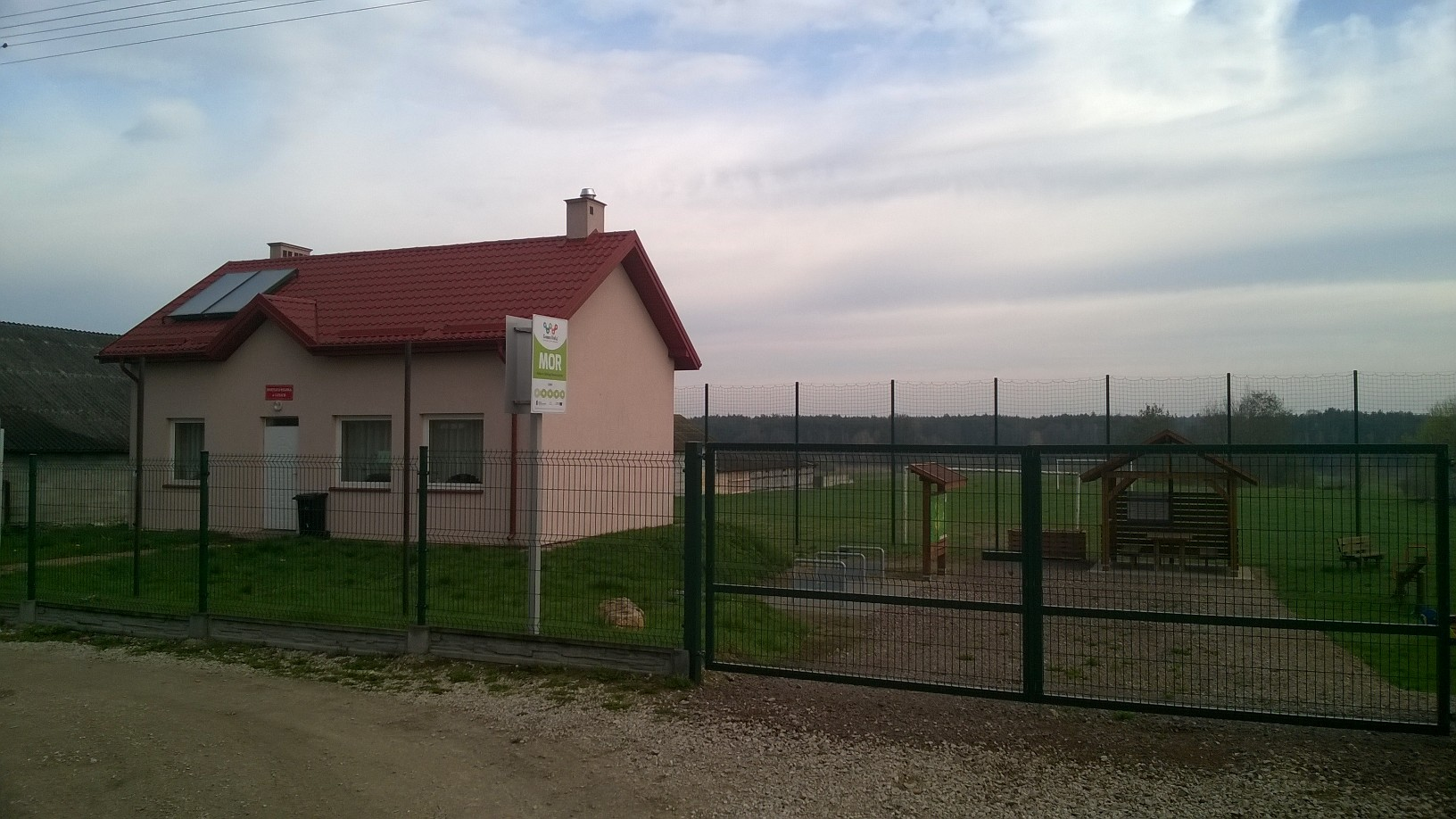
Świetlica wiejska oraz miejsce obsługi rowerzystów (MOR)

- Stanisław Sadowski (ur. 17 kwietnia 1912,  zm. 2 stycznia 1987 w Augustowie) – lekarz i poseł na Sejm PRL I kadencji.
- Stanisław Piotrowicz (ur. 20 września 1933, zm. w 2008) - kolekcjoner. Kolekcja  pamiątek historycznych za sprawą rodziny trafiła po śmierci Piotrowicza do Muzeum Historii Kielc.[13]
- Franciszek Mochocki  (ur. 2 października 1920, zm. 17 listopada 1997 w Highbridge, Somerset, Wlk. Brytania) – plutonowy, pilot 315 Dywizjonu Myśliwskiego RAF, odznaczony dwukrotnie Medalem Lotniczym.[14]
- Jan Sokołowski (ur. 18.października 1919) – plutonowy, mechanik pokładowy w 317 Dywizjonie Myśliwskim i 304 Dywizjonie Bombowym RAF, odznaczony Medalem Lotniczym.[15]